# Список экорегионов Бутана
Экологические регионы Бутана обычно различаются в зависимости от высоты над уровнем моря и осадков. Бутан занимает 38,394 кв.км в Восточных Гималаях, на высоте от 97 м до 7,570 м. Сухие, равнинные долины Западного и Центрального Бутана обычно густонаселенные и интенсивно культивируются. Более влажные восточные долины, однако, как правило, более крутые, имеют узкие ущелья. На низких и средней высотах расположены индомалайские биомы в диапазоне от тропических и субтропических лесов до умеренных хвойных лесов. В северных горных районах Бутан в значительной степени палеарктический, включающий умеренные хвойные леса, горные луга и кустарники и полосы без каких-либо экологических зон на высших ледниковых высотах.
Это список статей об экологических регионах, которые частично пересекаются с территорией Бутана.
- Восточногималайские альпийские луга и кустарники
- Восточногималайские субальпийские хвойные леса
- Восточногималайские лиственные леса
- Гималайские субтропические сосновые леса
- Гималайские субтропические широколиственные леса
- Северовосточные гималайские субальпийские хвойные леса
- Полувечнозелёные леса долины Брахмапутры
- Саванны и луга Тераи-Дуара
- Тераи